# Kattwyk

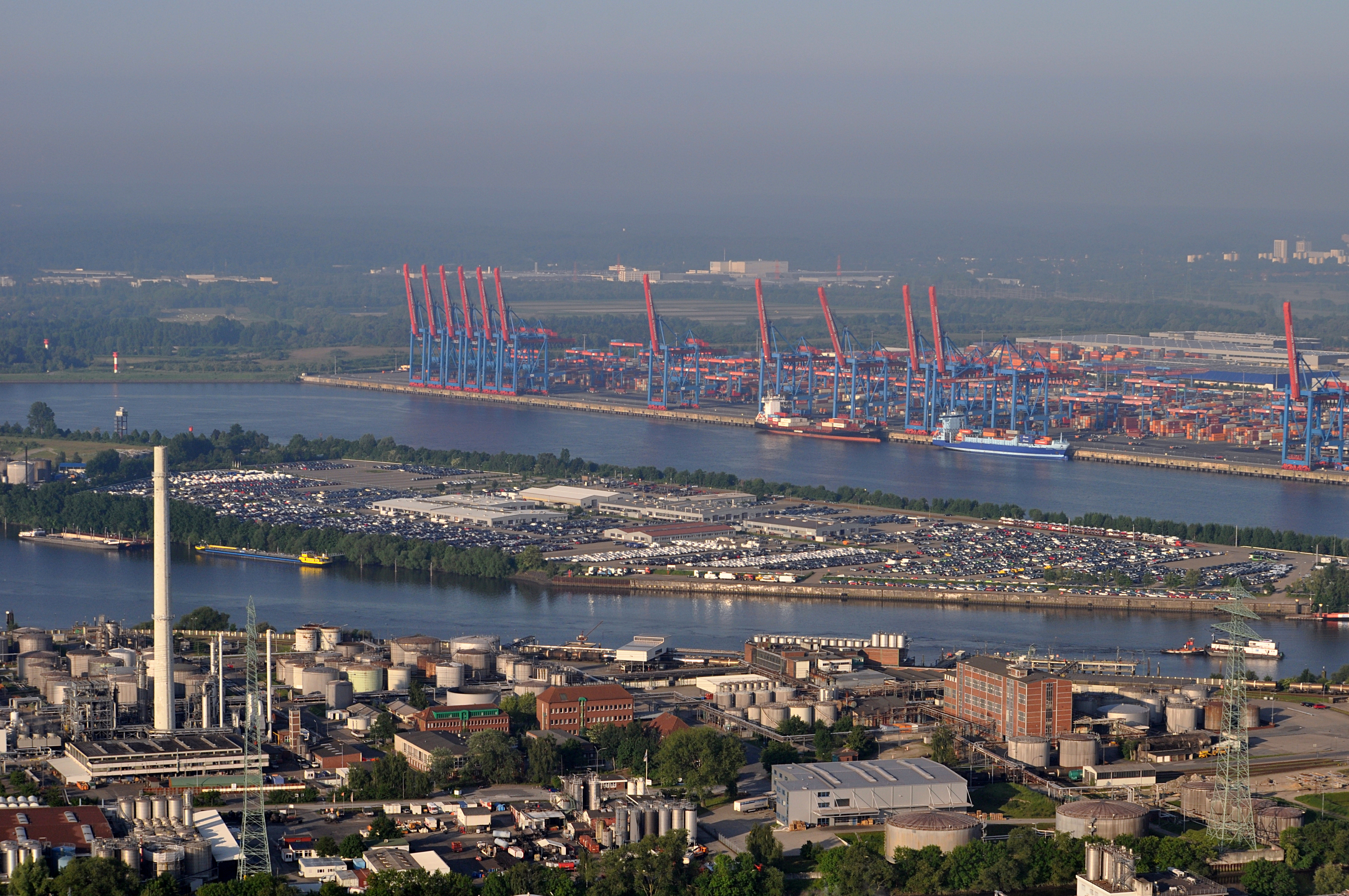
Kattwyk ist die Halbinsel in der Bildmitte

Die Kattwyk oder auch Kattwyk-Halbinsel, manchmal auch noch Kattwyk-Insel ist heute eine Halbinsel der Elbinsel Hohe Schaar im Hamburger Stadtteil Wilhelmsburg und Teil des Hamburger Hafens. Nach ihr ist die Kattwykbrücke benannt, die am Südende der Halbinsel die Hohe Schaar mit Moorburg verbindet. Außerdem gibt es südlich der Halbinsel den Kattwykhafen.
Auf der Kattwyk-Halbinsel ist heute das Autoterminal der BLG-Logistics Group angesiedelt, ein zentraler Umschlagplatz für Neu- und Gebrauchtwagen nach Asien, Amerika und Europa.
Früher gab es im Binnendelta der Elbe mehrere Kattwyk-Inseln (damals auch Kattwiek oder Kattwick geschrieben): die Große und die Kleine Kattwyk sowie den Kattwyk-Sand. Im Zuge des Köhlbrand-Ausbaus wurde die Kleine Kattwyk Ende des 19. Jahrhunderts zusammen mit dem Kattwyk-Sand und der Nachbarinsel Ellerholz nach Altenwerder eingedeicht, während die Große Kattwyk (die heutige Kattwyk-Halbinsel) an die Hohe Schaar angeschlossen wurde.